# タロとジロ

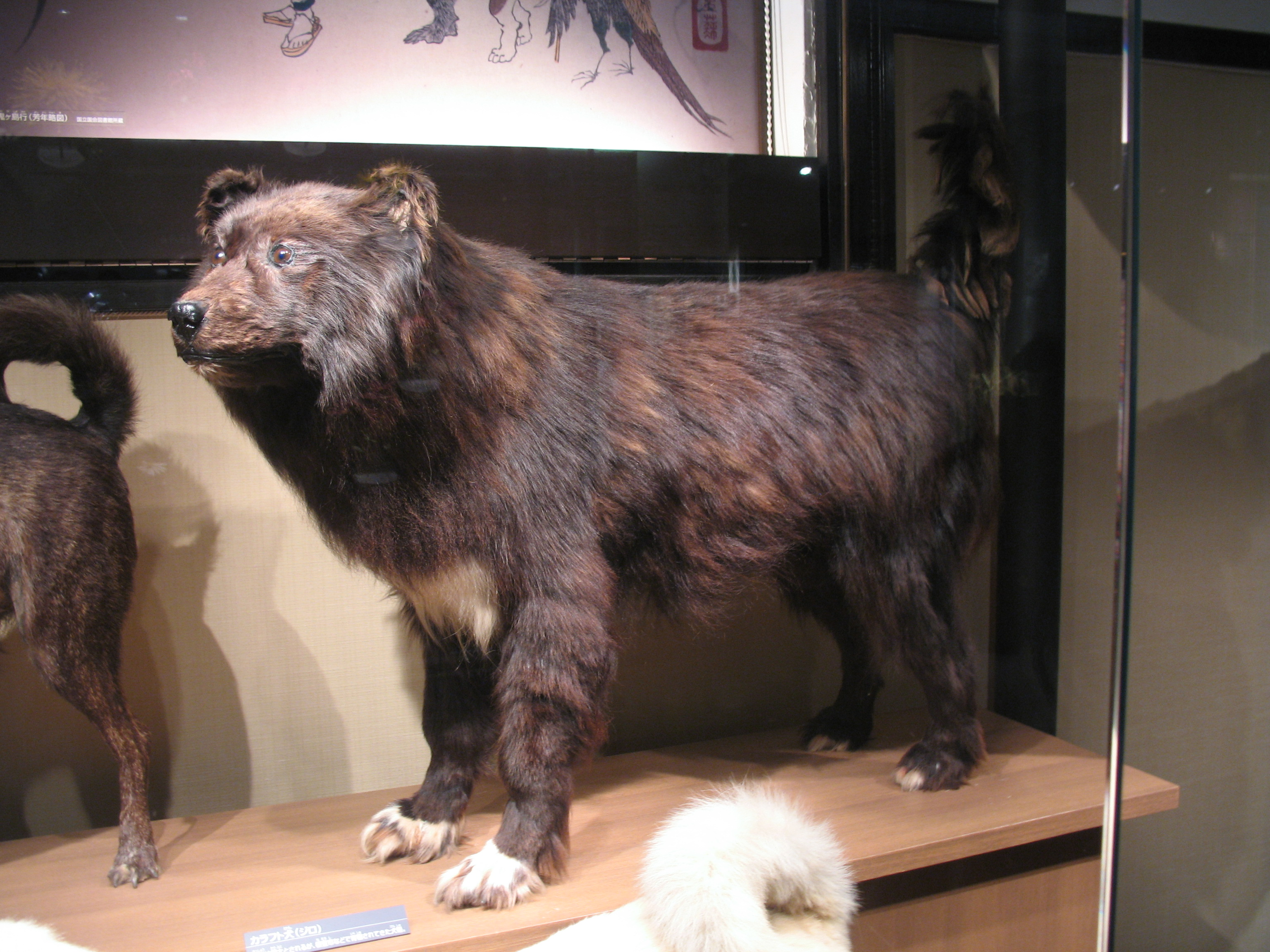
ジロの剥製（2012年撮影、国立科学博物館）

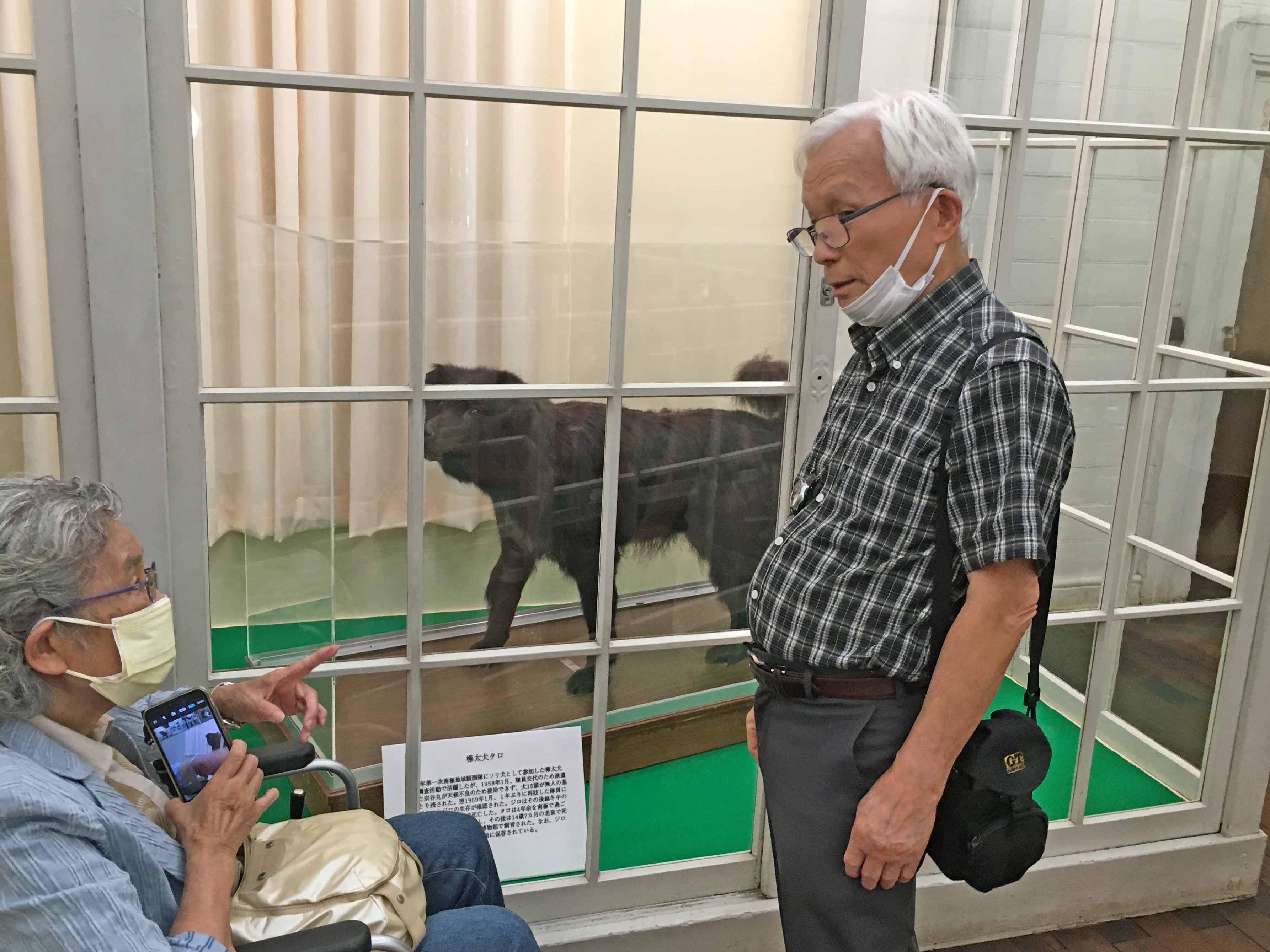
タロの剥製の前で見学者に説明をする晩年の世話をしていた阿部永博士（2022年撮影、北海道大学植物園）

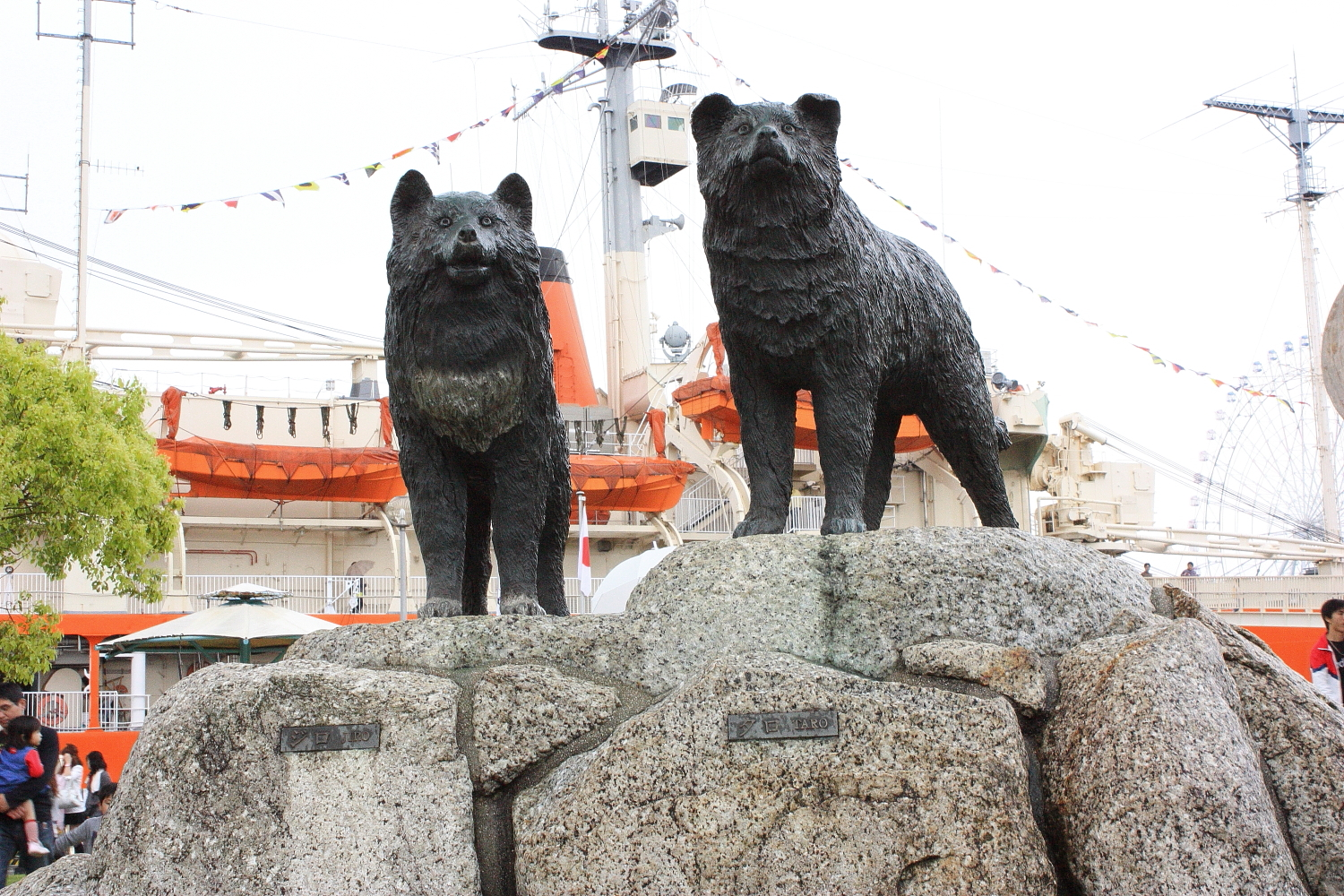
タロとジロの像（2009年撮影、名古屋市港区のガーデンふ頭）

タロとジロは、日本による初期の南極地域観測隊に同行した樺太犬の兄弟である。南極に取り残されながら共に生存し、1年後に救出されたことで有名になる。

## 生い立ち

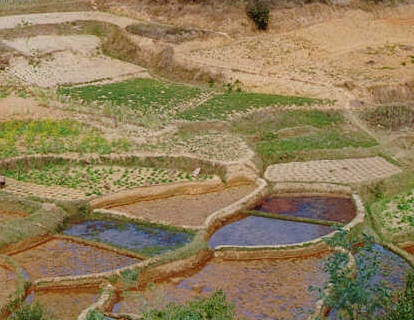
樺太犬訓練記念碑（2003年撮影、稚内公園。ただしモデルはタロとジロとの父親違いの兄弟）

1956年（昭和31年）1月、稚内市にて風連のクマと、クロの子として生まれ、タロ・ジロ・サブロの3兄弟だった。名前は当時南極観測隊用に樺太犬を集めていた犬飼哲夫北海道大学教授によって名付けられた。この名前は白瀬矗の南極探検の際、犬ぞりの先導犬として活躍した樺太犬、タロとジロ（「タロウとジロウ」、あるいは「タローとジロー」とも）にちなむ。
1956年（昭和31年）、南極観測隊に樺太犬による犬ぞりの使用が決定される。当時の北海道には約1,000頭の樺太犬がいたが、このうち犬ぞりに適した犬は40から50頭程度に過ぎなかった。この中から3頭の兄弟と父親を含む23頭が集められ、稚内で樺太出身の後藤直太郎によって訓練が行われた。このうちサブロは訓練中に病死している。

## 第一次南極観測隊
1956年（昭和31年）11月、総勢53名の第1次南極観測隊隊員がタロ、ジロを含む22頭の樺太犬と共に東京湾より南極観測船「宗谷」で南極へ出発。宗谷には暑さに弱い樺太犬たちのために、赤道越えのための冷房室が特別に用意された。隊員のうち11名が第1次越冬隊として選抜され、この中で菊池徹と最年少の北村泰一が犬係（北村自身の記述によれば、「犬かかり」）を任じられる。昭和基地に到着すると、病気などでそのまま帰国する3頭を除いた19頭の犬たちは、1957年の第1次越冬隊において犬ぞり引きなどに使役された。越冬中に2頭が病死、1頭が行方不明となった。また雌のシロ子はジロなどとの間に8頭の子を産んだ。
1957年（昭和32年）12月、宗谷が南極付近に到着した。昭和基地にいる第1次隊員と入れ替わって越冬するため、宗谷は第2次越冬隊を乗せていた。しかし、近年稀にみる悪天候にみまわれ、宗谷は昭和基地には到着できなかった。
1958年（昭和33年）2月6日、46日ぶりに外洋への脱出に成功し、7日、アメリカ海軍のウィンド級砕氷艦「バートン・アイランド」号と会合。支援を受けて8日、密群氷に再突入した。11日、6便に分かれて1次越冬隊11名、雄の三毛猫たけし、カナリア2羽が宗谷に帰船。12日、2次隊隊員3名が先遣隊として昭和基地に到着。13日、天候の悪化により空輸が困難となった。
14日、天候はますます悪化し、バ号自体の氷海脱出も危うくなった。午前10時、永田隊長から、一旦外洋に出てから天候が回復しだい再進入する計画なので3名は宗谷に戻るように指示したが、3名は、第1次隊が残した食料と樺太犬がいるので再進入の計画があるならばこのまま越冬準備を続けたい、万一再進入できなくても3名での越冬も十分可能であることを強く訴えた。
正午、隊長からは次のような最後通告が戻ってきた。「3名を収容して外洋に出るのはバ号艦長の至上命令であり、気象的にも空輸の可能性は後1便しかない。越冬には樺太犬が必要なので野犬化したり、共食いしたりしないよう、必ず鎖につないだまま帰船してほしい」
バ号艦長の命令では従うしかなかった3人は、南極生まれの子犬8頭とその母犬のシロ子はなんとしても連れ帰ることにした。15頭の犬の食料2か月分を分配した後、迎えに来た昭和号（DH-2）に子犬8頭とシロ子と共に昭和号に乗り込んだが、荷重超過で機は離陸できなかった。不時着用の燃料と食料を降ろすという森松整備士の機転によって帰船することができたが、15頭の犬は首輪で昭和基地付近につながれたままにされた。
17日、宗谷はバ号と共に外洋に出た後、18日、密群氷に再進入し昭和号を発進させられそうな水路や氷山を探したが見つからず、19日、風速30メートルを超える暴風雪により探照灯と電話アンテナがもぎ取られた。最後にせめて安楽死させようと考え、ヒ素入りステーキを準備したが昭和号が飛びたてる海面がなく、帰国期限の2月24日を迎えた。
24日、南極本部より第二次越冬・本観測を放棄せよとの命令が下り、計画を断念し、第2次越冬隊の派遣は断念された。それとともに15頭の犬の救出も見送られ、残された犬達の生存は絶望視された。この犬を置き去りにしたことにより、観測隊は激しい非難を浴びることとなった。7月には大阪府堺市に15頭を供養する銅像（樺太犬慰霊像）が建立された。

## 奇跡の生存

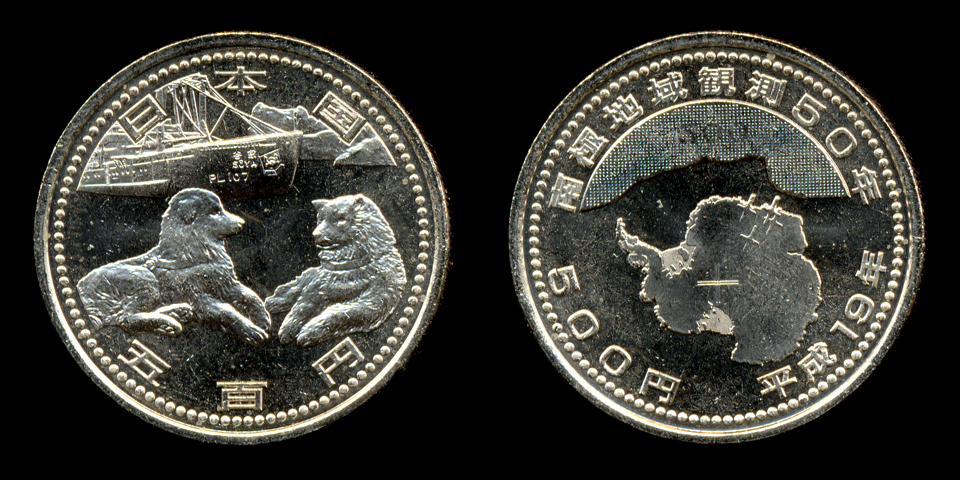
タロとジロをデザインした硬貨

1959年（昭和34年）1月14日、第3次越冬隊のヘリコプターにより、上空から昭和基地に2頭の犬が生存していることが確認される。着陸すると駆けてきて操縦士に寄ってきたが、個体の判別がつかなかった。急遽、第1次越冬隊で犬係だった北村が次の機で基地に向かうことになった。犬達は北村に対しても警戒していたが、北村は2頭の中の1頭の前足の先が白いのを認め、「ジロ」ではないかと考え名前を呼んだところ反応して尻尾を振った。もう1頭も「タロ」との発声に反応したことから、この兄弟が生存していたことが確認されたのである。
基地には7頭の犬が首輪につながれたまま息絶えており、他の6頭の消息は知れなかった。基地に置いてきた犬の食料や死んだ犬を食べた形跡はなく、アザラシの糞やペンギンを食べて生きていたのだろうと北村は推測している。北村らは3次隊越冬の際、タロとジロが2頭でアザラシに襲いかかる所や食料を貯蔵する所を目撃している。この兄弟は特に首輪抜けが得意な個体だったと言われる。
しかしその後、北村は、犬たちはペンギンを襲うことはあっても食べることはまずなかったこと、アザラシの糞は好んで食べたが、アザラシを襲う際に海水に落ちる危険があること、いずれにせよ、犬たちが犬用食料（第2次隊が給餌しやすいよう開梱した状態で残されており、容易に食べられる状態であったにもかかわらず、全く手がつけられていなかった）よりもそれらを優先したとは考えがたいことを指摘し、これらの説を否定している。北村はその上で、食料の候補として、海水に浸かったため天然冷凍庫内に放棄されていた人間用食料（人間にとっては臭くて食べられたものではなかったが、犬は好んで食べたという）、第1次隊が犬ゾリ調査旅行を行った際にデポに残した食料、調査旅行の際に発見されたクジラの死骸、の3つを挙げている。
タロとジロの生還は日本中に衝撃と感動とをもたらし、2頭をたたえる歌「タロー・ジローのカラフト犬」（しばざきそうすけ作詞・豊田稔作曲、三浦尚子歌）、「よかったよかったタロー ジロー｣（小林純一作詞・冨田勲作曲、小坂一也・本間千代子・みすず児童合唱団歌）までもが作られたほどである。さらに日本動物愛護協会によって、当時開業したばかりの東京タワーに15頭の樺太犬記念像（製作：安藤士〈忠犬ハチ公像の彫刻家〉、構成：斎藤弘山〈斎藤弘吉〉）が設置された。

2013年に国立極地研究所（立川市）へ移転。
タロとジロの生還から9年後の1968年、昭和基地のそばの解けた雪の中から、1匹の樺太犬の死骸が見つかった。灰色で短毛という特徴から、行方不明6匹のうち「リキ」と思われた。7歳と、最年長だったリキは、第1次越冬中から、幼かったタロとジロに自分の餌を与え、実の親のように片時も離れず2匹の面倒を見ていた。タロとジロの生存には、リキの存在があったのではないかと北村は推測している。
第3次隊にはペットとして樺太犬の子犬トチ、アク、ミヤが同行していたが、タロとジロが生存していたため牡のトチ、アクはソリ曳き犬として育てられた。第4次越冬隊ではさらに11頭の樺太犬とケープタウンでベルギー隊からもらったグリーンランド・ハスキーの子犬が参加することとなった。この樺太犬の中には第1次越冬中に昭和基地で生まれた犬も含まれた。

## 帰国後
タロは第4次越冬隊と共に、1961年5月4日に4年半ぶりに日本に帰国。1961年から1970年まで札幌市の北海道大学植物園で犬飼哲夫の弟子の阿部永らによって飼育され、1970年（昭和45年）8月11日に老衰のため14歳7か月で没。人間でいえば約80 - 90歳という天寿を全うしての大往生であった。死後は同園で剥製として展示されている。またタロの血を引く子孫の犬が日本各地に散らばっている。
ジロは第4次越冬中の1960年（昭和35年）7月9日昭和基地で病死。5歳。ジロの剥製は東京都台東区の国立科学博物館に置かれていたが、極地で病死した状態から剥製にされたこともあって損傷が激しく、簡単に動かすことができなかった。
映画『南極物語』の影響もあり、タロとジロの剥製を一緒にさせてあげようという運動が起こる。これを受けて、1998年（平成10年）9月2日から17日間開催された稚内市青少年科学館での「タロ・ジロ里帰り特別展」で、タロとジロの剥製が初めて同じ場所で陳列された。また2006年（平成18年）7月15日 - 9月3日まで上野の国立科学博物館で開催された「ふしぎ大陸南極展2006」でもジロと共に剥製が展示された。
その後は再び、北海道大学植物園でタロの剥製が、国立科学博物館でジロの剥製が展示されている。
なおタロとジロを発見したS58型ヘリコプター1号機は1973年に退役後、南極観測時代の塗装に戻し1974 - 1998年まで東京・上野の国立科学博物館にジロと共に保存されていたが、1999年から筑波の保存庫に移った。同じくタロとジロを発見した2号機は1966年3月5日、全日空羽田沖墜落事故の遺体捜索中に海に墜落し失われた。この事故で亡くなった3人の中1人の里野光五郎機長はタロとジロを発見した時のパイロットだった。

## 慰霊祭
1956年に稚内公園で第1次南極観測隊に参加する樺太犬の訓練が実施されたことから、1961年から稚内公園の供養塔前で南極観測隊で活躍した樺太犬の慰霊祭が執り行われている。

## 映像化
1983年（昭和58年）、タロとジロの生存劇を描いた映画『南極物語』が公開された。本作では、1968年（昭和43年）12月19日に第9次観測隊を率いて日本人として初めて南極点に到達した村山雅美が監修を行った。樺太犬が調達できないため、南極観測に最も多く用いられたエスキモー犬（アラスカン・マラミュート、シベリアン・ハスキー、サモエド、グリーンランド・ドッグ、カナディアン・エスキモー・ドッグ）で代用された。1984年（昭和59年）にテレビ東京で放送されたアニメ『宗谷物語』でも、タロとジロについて描かれている。さらに、2006年（平成18年）には、アメリカ合衆国のウォルト・ディズニー・ピクチャーズによって、この話を元に設定を変えた"Eight Below"（邦題『南極物語』）が製作された。2011年（平成23年）には『南極大陸』としてTBSでテレビドラマ化された。
なお、『南極物語』や『南極大陸』などの作品はあくまで創作であり、実際のできごととは異なる部分がかなりあるので注意が必要である。

## 別の視点からみた南極の犬たち
犬たちを鎖につないだまま置き去りにしたということで、当時、南極観測に関わった人々への激しい批判が起きた。
SF作家の星新一は、この事件は人間側から見れば美談であるが、ペンギンの立場から見れば、獰猛な肉食動物を人間が置いていったために大被害を受けたという悲劇ではないかと考え、この視点からショートショート作品を1編書いている。「探検隊」という題名で、1972年（昭和47年）の作品集『ようこそ地球さん』に収録されている。また藤子・F・不二雄は、SF短編「裏町裏通り名画館」の中で、タロとジロを想起させる犬に捕食されるアザラシの親子の苦難を描いた映画（作中では『北極物語』つまり北極越冬隊の犬という設定）を登場させている。音楽家の團伊玖磨は鳥好き、犬嫌いの立場から、タロとジロを題材としたラジオドラマの音楽の仕事を断ったとエッセイ『パイプのけむり』の中で語っている。
1998年1月14日以降は環境保護に関する南極条約議定書が発効されているため、南極に犬など外来の生物を持ち込むことはできない（犬ぞりも参照）。

## 参考:第1次越冬隊に同行した樺太犬一覧
| 名前       | 出身地 | 年齢 | 備考                           |
| ---------- | ------ | ---- | ------------------------------ |
| アカ       | 稚内   | 5    | 昭和基地で没                   |
| アンコ     | 苫小牧 | 2    | 行方不明                       |
| クロ       | 利尻   | 3.5  | 昭和基地で没                   |
| ゴロ       | 稚内   | 2    | 昭和基地で没                   |
| ジャック   | 利尻   | 3    | 行方不明                       |
| シロ       | 利尻   | 2    | 行方不明                       |
| シロ子     | 稚内   | 0.5  | 第1次越冬後、8頭の子と共に帰国 |
| ジロ       | 稚内   | 1    | 第4次越冬中に病死              |
| タロ       | 稚内   | 1    | 第4次越冬後に帰国              |
| テツ       | 旭川   | 6    | 第1次越冬中に病死              |
| デリー     | 旭川   | 5    | 行方不明                       |
| 比布のクマ | 比布   | 4.5  | 第1次越冬中に失踪              |
| 風連のクマ | 風連   | 3    | 行方不明、タロとジロの実父     |
| ペス       | 利尻   | 4    | 昭和基地で没                   |
| ベック     | 利尻   | 3.5  | 第1次越冬中に病死              |
| ポチ       | 利尻   | 2.5  | 昭和基地で没                   |
| モク       | 深川   | 2    | 昭和基地で没                   |
| 紋別のクマ | 紋別   | 3    | 昭和基地で没                   |
| リキ       | 旭川   | 6    | 行方不明                       |

- 年齢は「宗谷」出港時（1956年11月）のもの。シロ子のみ雌、他全て雄。
- 1968年2月に昭和基地付近で1頭の死体が発見されている。詳細な記録は残っておらず、どの犬であったかは特定されていないが、北村はリキだと推定している[12]。鎖から抜け出せたが基地から離れなかったのは、第一次越冬中からよく面倒をみていた年下のタロとジロを見捨てられなかったからではないかと北村は推測している[13][14]。